# Kobylkovití
Kobylkovití (Tettigoniidae) představují čeleď rovnokřídlého hmyzu.

## Charakteristika
Kobylkovití představují středně velký až velký rovnokřídlý hmyz. Délka těla může variovat od několika milimetrů po více než 13 cm, obvyklé rozměry však činí 35 až 50 mm. V rekordních případech může rozpětí křídel přesahovat 200 mm. Tykadla obyčejně bývají delší než tělo, samice se navíc vyznačují nápadným, zploštělým a čepelovitým kladélkem, jež může být zakřivené či rovné a u některých druhů opět delší než tělo. Kobylkovití nesou dva páry křídel, z nichž jeden je přeměněn na sklerotizované krytky a druhý zůstává blanitý. Svým vzhledem mohou křídla mimetovat listí stromů. Vyvíjí se stridulační orgán, přičemž v případě některých pozemních druhů dochází k redukcím křídel, jejichž funkce tak zůstává již vesměs výhradně stridulační. U řady kobylkovitých mohou stridulovat obě pohlaví, byť pro samce je toto chování typičtější.
Kobylkovití vykazují nejvyšší diverzitu v tropických oblastech, byť řada z nich je charakteristická i pro mírný podnebný pás. Zdržují se ve vegetaci a často vykazují noční aktivitu. Potravní návyky se pohybují od býložravosti přes všežravost až po striktně dravý způsob života, typicky si vybírají potravu bohatou na bílkovinné složky, i býložravé druhy tak spíše preferují květy či plody rostlin. Někteří kobylkovití se mohou etablovat jako škůdci na plodinách, příkladem jest severoamerický druh Anabrus simplex. Během rozmnožování samec předává samici spermatofor obklopený bílkovinným spermatofylaxem. Vajíčka jsou kladena do půdy, listů, štěrbin ve stromové kůře aj.; menšina druhů si buduje hnízda ze zpracovaného rostlinného materiálu a bláta.

## Systematika
Kobylkovití (Tettigoniidae) se v rámci rovnokřídlého hmyzu řadí do podřádu Ensifera a nadčeledi Tettigonioidea. Za popisnou autoritu je pokládán Hermann August Krauss (1902). Následující systematika vychází z :
- podčeleď Austrosaginae Rentz, 1993
- podčeleď Bradyporinae Burmeister, 1838
- podčeleď Conocephalinae Kirby & Spence, 1826
- podčeleď Hetrodinae Brunner von Wattenwyl, 1878
- podčeleď Hexacentrinae Karny, 1925
- podčeleď Lipotactinae Ingrisch, 1995
- podčeleď Listroscelidinae Redtenbacher, 1891
- podčeleď Meconematinae Burmeister, 1838
- podčeleď Mecopodinae Walker, 1871
- podčeleď Microtettigoniinae Rentz, 1979
- podčeleď Phaneropterinae Burmeister, 1838
- podčeleď Phasmodinae Caudell, 1912
- podčeleď Phyllophorinae Stål, 1874
- podčeleď Pseudophyllinae Burmeister, 1838
- podčeleď † Pseudotettigoniinae Sharov, 1962
- podčeleď Pterochrozinae Walker, 1870
- podčeleď † Rammeinae Zeuner, 1931
- podčeleď Saginae Brunner von Wattenwyl, 1878
- podčeleď † Tettigoidinae Riek, 1952
- podčeleď Tettigoniinae Krauss, 1902
- podčeleď Tympanophorinae Brunner von Wattenwyl, 1893
- podčeleď Zaprochilinae Handlirsch, 1922
- rod † Locustites Heer, 1849
- rod † Locustophanes Handlirsch, 1939
- rod † Prophasgonura Piton, 1940
- rod † Protempusa Piton, 1940
- rod † Prototettix Giebel, 1856

Většina diverzity se soustředí do kosmopolitních podčeledí Conocephalinae, Tettigoniinae, Phaneropterinae, Pseudophyllinae a Meconematinae. Zjištěná biodiverzita čítala v roce 2017 více než 7 500 druhů. Vnitřní systematika v rámci čeledi Tettigoniidae je nicméně problematická a zřejmě korektně neodráží evoluční vztahy v rámci této skupiny. Molekulárně fylogenetická studie z roku 2018 došla k závěru, že zvláště velké a kosmopolitně rozšířené taxony (vč. Tettigoniinae, Meconematinae, Pseudophyllinae a Listroscelidinae) vykazují parafyletismus, tedy jde o skupiny, jež nezahrnují všechny potomky společného předka. Tradiční systematiku na základě morfologických znaků zřejmě zkresluje existence četných konvergentních forem napříč různými kontinenty; řada znaků využívaných k definování různých taxonů kobylkovitých zřejmě vznikla během evoluce nezávisle na sobě v důsledku podobných selekčních tlaků. Autoři studie situovali původ čeledi Tettigoniidae do pozdní jury před asi 155 miliony lety, do doby rozpadu gondwanského superkontinentu. Bazální skupinu má představovat klad tří australských taxonů (Phasmodinae, Tympanophorinae, Zaprochilinae) spolu s podčeledí Saginae.